# Hum
Hum er en dansk animationsfilm fra 2007, der er instrueret af Søren Bendt Pedersen.

## Handling
Den lille robot 'Hum', med hoved som en pladespiller, sidder helt alene i et gammelt værksted. Hum beslutter sig for at opfinde en ven, fordi han ikke vil være ensom mere.